# 高野食品
高野食品（たかのしょくひん、略称：おつけもの処 髙野）は、大阪府大阪市天王寺区、四天王寺南大門近くに本店を構える野菜漬物製造業の会社である。

## 会社概要
創業1932年（昭和7年）、なにわの伝統野菜を使った老舗つけもの店として知られる。

## 店舗
- 本店
- エキマルシェ 新大阪店
- 高島屋 大阪店
- 高島屋 泉北店
- 高島屋 堺店

## 参照
- 大阪府／大阪産（もん）名品【高野食品株式会社】
- おつけもの処 高野（泉州水茄子漬） - あべの経済新聞
- 3/5 伊丹空港で買いたい大阪みやげ!BEST5 [大阪の観光・旅行 All About]
- おつけもの処 高野 ー 泉州水茄子ぬか漬けは縦に裂いて食べるのがポイント 営業時間・場所・地図等の情報 | まっぷるトラベルガイド
- ZIP! 【公式】さんはTwitterを使っています: 「きょうの #水卜あさ美と一緒にあさごはん は… 『泉州水茄子丸漬（おつけもの処髙野）』 サクッとした食感とジューシーな果肉が やみつきになる逸品でした😋 明日は…「嶽きみバター」です! ぜひ、ご一緒に🌽 ※放送内容は変更になる場合があります。 #ZIP!🎀 https://t.co/z88xWEEMJZ」 / Twitter